# AIDL5
AIDL5（アイドルファイブ）とは企画・イベント名である。

## 概要
スカパー!アダルトをPRするために、2012年3月に結成されたユニット。オーディションをへて5人のメンバーが選抜され、様々な活動（出演VOD作品無料配信・各メディアへの露出）を行い優勝を争う。優勝者には賞金などが贈られる。
グループ名は「A:安心安全・I:いつでも・D:どこでも・L:Let's・5:Go!!」を意味している。

## メンバー・結果
2012年
メジャーメーカーのトップ専属女優などがエントリーした中、成瀬心美が優勝、先に受賞したスカパー!アダルト放送大賞2012女優賞・日刊ゲンダイ賞と合わせて3冠を達成した。優勝特典として、「成瀬心美のここみんTV」（2012年11月 - 2013年4月、エンタ!959）が放送された。翌年、さとう遥希がスカパー!アダルト放送大賞2013の女優賞・サイゾー賞を受賞した。
- さとう遥希（4月「パーフェクトボディ グラマラス美女のアソコを締め付ける性交」h.m.p・9月）
- 加藤リナ（5・9月）
- つぼみ（6月・9月「鬼太巨根 北欧からきた50cm砲」KMP）
- 小倉奈々（7・9月）
- 成瀬心美（8月「吸精鬼デビル 〜10年後の世界〜」KMP・9月）

2013年
現役・元の専属女優などがエントリーした中、小島みなみが優勝した。また先に発表されたスカパー!アダルト放送大賞2014にて、波多野結衣が女優賞・夕刊フジ賞、初美沙希がFLASH賞を受賞している。
- 波多野結衣（9月「ムチ!ぴた!タイトスカート」ジャネス・2014年2月「仮性包茎LOVEのキレイなお姉さん」ジャネス）
- 初美沙希（10月「童貞の自宅を突撃訪問して悶絶筆おろしSEX」パラダイステレビ・2014年2月「「自撮り」プライベートオナニー極秘映像!&童貞の自宅を突撃訪問して悶絶筆おろしSEX」パラダイステレビ）
- 小島みなみ（11月「ご主人様はあなただけ」アリスJAPAN・2014年2月「人間廃業」アリスJAPAN・優勝記念「超!!ハズかC失禁」アリスJAPAN）
- 有村千佳（12月「かわいい素○娘をナンパしてハメる!・おっぱい×おっぱい」つくばテレビ・2014年2月「悪徳出張マッサージ/胸尻フェチ図鑑」つくばテレビ）
- 神谷まゆ（2014年1月「処女宮  ～natural～」h.m.p・2月「Hello♪ こんにちはカミマユです。」h.m.p）